# Цвайфель, Ричард Джордж
Ричард Джордж Цвайфель (англ. Richard George Zweifel; 5 ноября 1926 — 25 ноября 2019) — американский герпетолог, автор зоологических таксонов. Специализировался на изучении земноводных юго-западных штатов США.
Цвайфель работал в Американском музее естественной истории с 1954 по 1989 год. Возглавлял департамент герпетологии в 1968-1980 годах.

## Память
В его честь назван таксоны:
- вид лягушек "Lithobates zweifeli" Hillis, Frost, and Webb, 1984
- вид лягушек "Cophixalus zweifeli" Davies & McDonald, 1998
- вид лягушек "Xenorhina zweifeli" Kraus & Allison, 2002
- вид черв'яг "Oscaecilia zweifeli" Taylor, 1968
- вид змей "Enhydrina zweifeli" Kharin, 1985
- подвид змей "Erythrolamprus reginae zweifeli" Rivas et al. 2012